# Die Stadt ohne Juden
Pour les articles homonymes, voir Die Stadt.
Pour plus de détails, voir Fiche technique et Distribution.
Die Stadt ohne Juden (titre américain : The City Without Jews ; traduction littérale : La Ville sans Juifs) est un film autrichien expressionniste muet réalisé par Hans Karl Breslauer, sorti en 1924.
Ce film, une satire contre l'antisémitisme, est l'adaptation au cinéma du livre du même titre d'Hugo Bettauer. C'est l'un des rares films expressionnistes autrichiens à avoir été sauvegardé.

## Synopsis
Un homme politique ordonne l'expulsion des Juifs de Vienne en Autriche et l'on voit les agressions dont sont victimes les Juifs dans la rue...

## Origine

### Roman

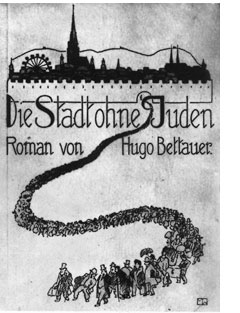
Une couverture du livre Die Stadt ohne Juden datant de 1922.

Dans son roman publié en 1922, Hugo Bettauer avait réussi à créer une vision allégorique du futur proche assez exacte, bien qu'il l'ait écrit avec l'intention d'en faire un divertissement et une réponse satirique à l'antisémitisme des années 1920. Ce texte devint son œuvre la plus connue et fut traduit en plusieurs langues et vendu à plus de 250 000 exemplaires.
Peu après la première du film, Hugo Bettauer fut assassiné par un ancien membre du parti nazi, Otto Rothstock.

## Disparition

### Film perdu et copies retrouvées

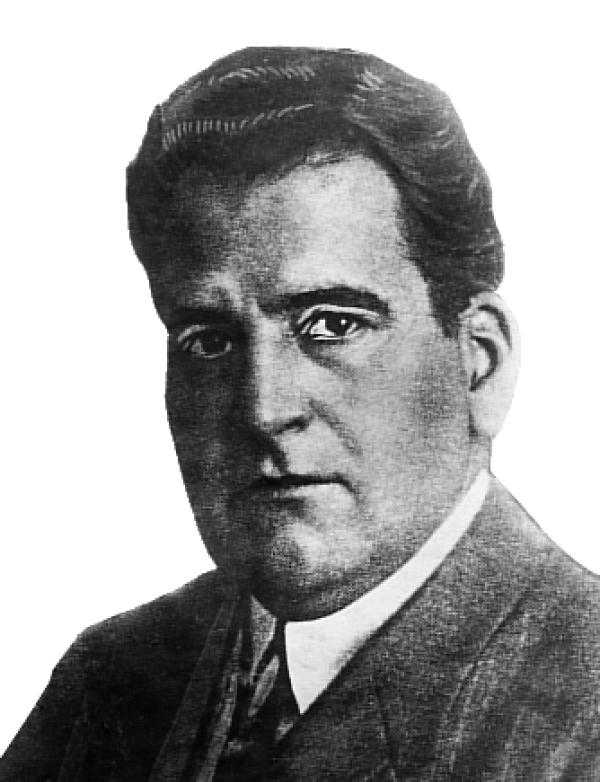
Hugo Bettauer, auteur du roman.

Jusqu'à la fin du XXe siècle, le film était considéré comme perdu. En 2015, une version non expurgée et beaucoup plus complète que celle retrouvée en 1991 et détenue par la Filmarchiv Austria (datant des années 1930 et d'origine néerlandaise) a été découverte en France,.

## Restauration et nouvelle exploitation

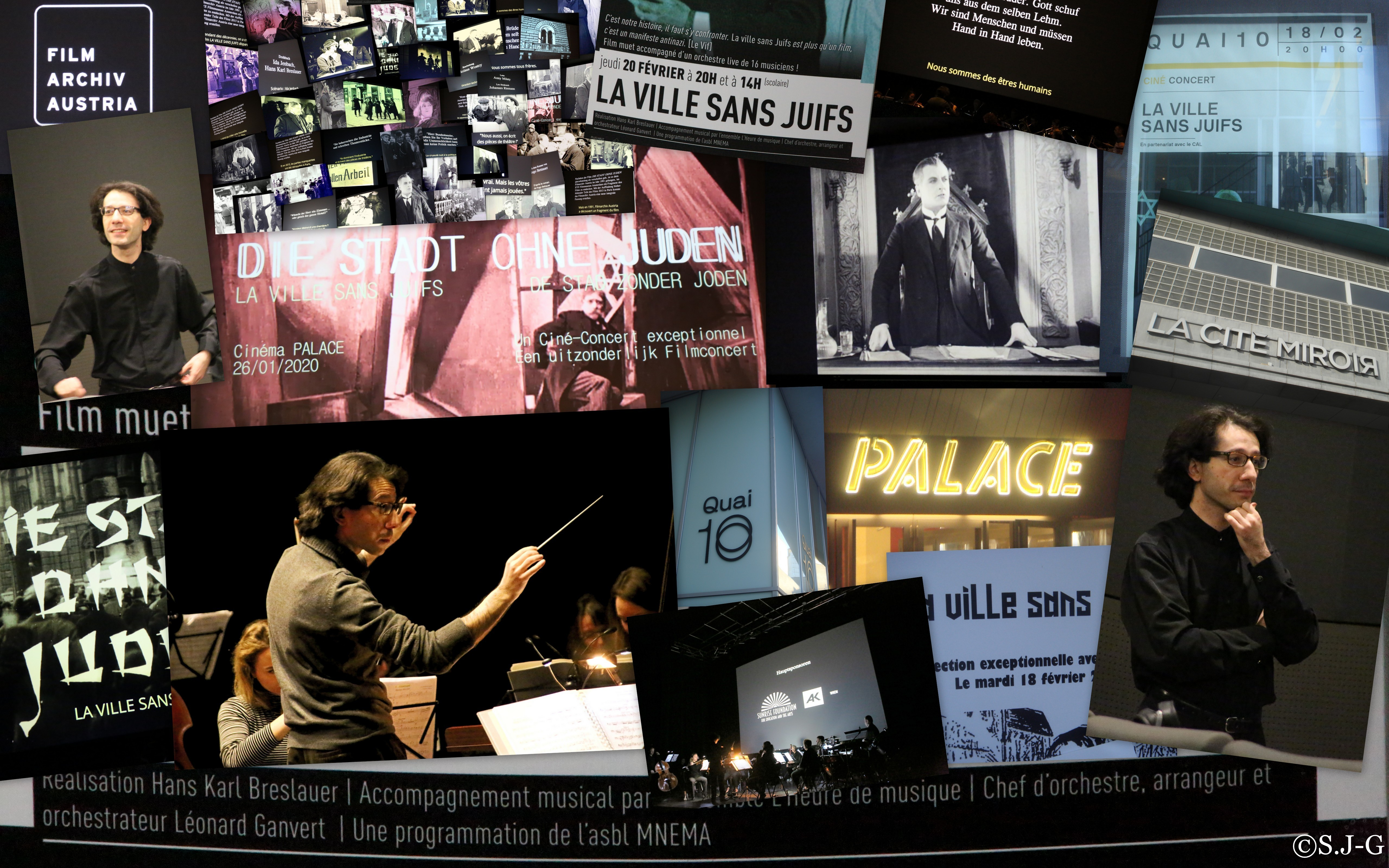
La Ville sans juifs, ciné-concerts en Belgique, par L'Heure de musique, direction Léonard Ganvert (janvier-février 2020).

Entre octobre et décembre 2016, un appel aux dons sur Internet permet de rassembler 86 419 euros pour restaurer le film ; ayant besoin de rassembler des financements supplémentaires, la Filmarchiv Austria souhaite présenter au public une version totalement restaurée pour le centenaire de la République d'Autriche allemande en 2018.
Le film, dans sa version complétée et restaurée a été présenté sous forme de ciné-concerts, en Belgique (Bruxelles, Liège, Charleroi) au début de l'année 2020, par l'ensemble instrumental L'Heure de musique, dirigé par Léonard Ganvert. Cet événement était organisé par la Fondation Auschwitz, par l'Institut de la mémoire audiovisuelle juive (IMAJ), par le Centre pluridisciplinaire de la transmission de la mémoire (MNEMA), avec le soutien du Centre d’action laïque de la province de Liège et de Territoires de la mémoire (...). Il est depuis régulièrement programmé dans plusieurs autres villes belges (Bruxelles Woluwe, Colfontaine, Anvers, Nismes (Viroinval), Malmédy... En partenariat avec le Centre Wallonie-Bruxelles et le Forum culturel autrichien, le MahJ (Musée d'art et d'histoire du Judaïsme) de Paris mettait à son tour ce ciné-concert à l'affiche, le 19 septembre 2021, toujours avec les mêmes interprètes et chef, sous la houlette de P. Dubuisson, ancien diplomate, et en présence de Nikolaus Wostry, codirecteur de Filmarchiv Austria (en). Ces différentes séances sont accompagnées de débats publics.

## Fiche technique
- Titre original : Die Stadt ohne Juden
- Titre américain : The City Without Jews
- Réalisation : Hans Karl Breslauer
- Scénario : Hans Karl Breslauer, Ida Jenbach
- Musique : Saunders Kurtz
- Directeur de la photographie : Hugo Eywo
- Décorateur : Julius von Borsody
- Production : H. K. Breslauer-Film
- Distribution : Aywon Film (USA)
- Pays d'origine :  Autriche
- Durée : 80 minutes
- Format : Noir et blanc  - 1,33:1 - Muet
- Dates de sortie :  
  -  Autriche : 5 mai 1924
  -  États-Unis : 7 juillet 1928

## Distribution
- Johannes Riemann
- Hans Moser
- Karl Tema
- Anny Miletty
- Eugen Neufeld
- Ferdinand Mayerhofer
- Mizi Griebl
- Hans Effenberger
- Gisela Werbisek
- Armin Berg
- Sigi Hofer
- Armin Seydelmann
- Fritz Flemmich
- Artur Ranzenhofer
- Josef Steinbach
- Leopold Strassmeyer
- Theodor Weiser

### Source de la traduction
- (en) Cet article est partiellement ou en totalité issu de l’article de Wikipédia en anglais intitulé « The City Without Jews » (voir la liste des auteurs).